# Niveoscincus greeni
Espèce
Synonymes
- Leiolopisma greeni Rawlinson, 1975

Niveoscincus greeni est une espèce de sauriens de la famille des Scincidae.

## Répartition
Cette espèce est endémique de Tasmanie en Australie.

## Étymologie
Cette espèce est nommée en l'honneur de Robert Green (1925-).

## Publication originale
- Rawlinson, 1975 : Two new lizard species from the genus Leiolopisma (Scincidae: Lygosominae) in south-eastern Australia and Tasmania. Memoirs of the National Museum of Victoria, vol. 36, p. 1-16 (texte intégral).